# George Peabody

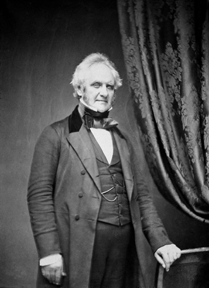
George Peabody, omkring 1860.

George Peabody, född 18 februari 1795, död 4 november 1869, var en amerikansk filantrop.
Peabody föddes i Baltimore, grundade 1837 ett bankföretag i London och gjorde såväl i Storbritannien som i USA stora donationer för välgörande ändamål. I Baltimore grundade han Peabody institute, George Peabody Library och i London lät han uppföra de så kallade "Peabody dwellings", arbetarbostäder med mera.